# Fédération mondiale de bras de fer
La Fédération mondiale de bras de fer (en anglais et officiellement World Armwrestling Federation) (WAF) est une association sportive internationale qui fédère 82 fédérations nationales du monde entier.
La WAF est affiliée à l'Association générale des fédérations internationales de sports. Elle est également partie prenante de l'Agence mondiale antidopage.
Elle est responsable de la définition des règles officielles et de l'organisation de compétitions internationales majeures.

## Associations membres
En 2018, la WAF avait 81 pays membres répartis en six zones.
| Afrique | Amériques | Asie | Europe | Océanie                        |
| --- | --- | --- | --- | ------------------------------ |
| - Afrique du Sud - Cameroun - Égypte - Ghana - Mali - Maroc - Nigeria - Tunisie - Ouganda | Amérique du Nord - Canada - République dominicaine - Groenland - Mexique - États-Unis Amérique du Sud - Argentine - Bolivie - Brésil - Chili - Colombie                                                         | - Afghanistan - Chine - Inde - Indonésie - Iran - Irak - Japon - Kazakhstan - Corée du Sud - Kirghizistan - Malaisie - Mongolie - Népal - Pakistan - Palestine - Singapour - Syrie - Taïwan - Tadjikistan - Turkménistan - Émirats arabes unis - Ouzbékistan | \| - Albanie - Arménie - Autriche - Azerbaïdjan - Biélorussie - Belgique - Bosnie-Herzégovine - Bulgarie - Croatie - Danemark - Angleterre - Estonie - Finlande - France - Géorgie - Allemagne - Grèce - Hongrie - Islande \| - Israël - Italie - Lettonie - Liban - Lituanie - Moldavie - Pays-Bas - Norvège - Pologne - Roumanie - Russie - Écosse - Serbie - Slovaquie - Espagne - Suède - Suisse - République tchèque - Turquie - Ukraine \| | - Australie - Nouvelle-Zélande |
| - Albanie - Arménie - Autriche - Azerbaïdjan - Biélorussie - Belgique - Bosnie-Herzégovine - Bulgarie - Croatie - Danemark - Angleterre - Estonie - Finlande - France - Géorgie - Allemagne - Grèce - Hongrie - Islande | - Israël - Italie - Lettonie - Liban - Lituanie - Moldavie - Pays-Bas - Norvège - Pologne - Roumanie - Russie - Écosse - Serbie - Slovaquie - Espagne - Suède - Suisse - République tchèque - Turquie - Ukraine | | |                                |

## Palmarès des plus grands champions
| Althlète            | pays       | 2010                   | 2011                   | 2012                   | 2013                   | 2014                   | 2015                   | 2016          | 2017                   | 2018                   | 2019                   |
| ------------------- | ---------- | ---------------------- | ---------------------- | ---------------------- | ---------------------- | ---------------------- | ---------------------- | ------------- | ---------------------- | ---------------------- | ---------------------- |
| George Gaydardzhiev | Bulgarie   | droite (-55)           | gauche & droite (-55)  |                        | gauche & droite (-60)  | gauche (-60)           | droite (-65)           |               |                        |                        |                        |
| Oleg Cherkasov      | Russie     |                        |                        |                        | gauche & droite (-65)  | gauche (-65)           |                        |               | gauche & droite (-65)  |                        | droite (-70)           |
| Artur Makarov       | Russie     |                        |                        |                        | droite (junior -70)    | droite (junior -70)    | droite (junior -75)    | droite (-70)  | droite (-70)           | droite (-70)           |                        |
| Rustam Babaiev      | Ukraine    | gauche & droite (-85)  | gauche & droite(-85)   | gauche & droite (-85)  |                        |                        |                        |               |                        |                        |                        |
| Oleg Zhokh          | Ukraine    |                        | gauche (-70)           | gauche (-70)           | gauche (-75)           | gauche (-80)           | gauche (-80)           | gauche (-85)  | gauche (-85)           | gauche (-85)           |                        |
| Evgeny Prudnik      | Ukraine    |                        |                        |                        | gauche & droite (-85)  | gauche & droite (-85)  |                        | gauche (-90)  | gauche (-90)           |                        |                        |
| Sasho Andreev       | Bulgarie   |                        |                        |                        |                        | gauche & droite (-75)  | gauche (-75)           | droite (-85)  | droite (-90)           | gauche & droite (-90)  | gauche (-90)           |
| Khadzimurat Zoloev  | Russie     | droite (-75)           | droite (-80)           | droite (-80)           | droite (-80)           | droite (-80)           | droite( -80)           | droite (-90)  |                        | droite (-85)           | droite (-90)           |
| Dmitriy Trubin      | Kazakhstan | droite (-100)          | gauche (-100)          |                        | droite (-110)          |                        |                        |               |                        |                        |                        |
| Krasimir Kostadinov | Bulgarie   |                        | Droite (-100)          | droite (-100)          | gauche & droite (-100) | droite (-100)          | droite (-110)          | gauche (-110) |                        |                        |                        |
| Vitaly Laletin      | Russie     |                        |                        |                        |                        | gauche (-100)          | gauche & droite (-100) | droite (-100) | gauche (-110)          | gauche & droite (-110) |                        |
| Georgiy Dzeranov    | Kazakhstan |                        |                        |                        |                        |                        |                        | gauche (-100) | gauche & droite (-100) | gauche (-100)          | gauche & droite (-110) |
| Andrey Pushkar      | Ukraine    | gauche & droite (+110) | gauche & droite (+110) | gauche & droite (+110) |                        |                        |                        |               |                        |                        |                        |
| Genadi Kvikvinia    | Géorgie    |                        | gauche (-110)          | gauche & droite (-110) |                        |                        | droite (+110)          | droite (+110) |                        |                        |                        |
| Levan Saginashvili  | Géorgie    |                        |                        |                        |                        | gauche & droite (+110) | gauche (+110)          | gauche (+110) | gauche (+110)          | gauche & droite (+110) |                        |

| Althlète           | Bras | 2000 | 2001 | 2002 | 2003 | 2004 | 2005 | 2006 | 2007 | 2008 | 2009 |
| ------------------ | ---- | ---- | ---- | ---- | ---- | ---- | ---- | ---- | ---- | ---- | ---- |
| Cvetan Gashevski   | G    |      |      | 75   |      |      |      |      |      |      |      |
| Cvetan Gashevski   | D    | 75   | 75   | 75   | 75   | 75   |      |      |      |      |      |
| Tsindeliani Romain | G    |      |      |      |      | 65   | 65   | 65   | 65   | 65   | 70   |
| Tsindeliani Romain | D    |      |      |      |      | 65   | 65   | 65   | 65   | 65   | 70   |
| Rustam Babaiev     | G    |      |      |      |      | 80   | 80   | 80   | 80   | 80   | 80   |
| Rustam Babaiev     | D    |      |      |      |      | 80   | 80   | 80   | 80   | 80   | 80   |
| Ruslan Babayev     | G    |      |      |      |      |      |      |      | 85   | 85   |      |
| Ruslan Babayev     | D    |      |      |      |      |      |      | 85   | 85   |      | 86   |
| Engin Terzi        | G    |      |      | 70   | 70   |      |      | 75   |      |      |      |
| Engin Terzi        | D    |      |      |      | 70   |      |      |      |      |      |      |
| Khadzimurat Zoloev | G    |      |      |      |      |      |      |      |      |      |      |
| Khadzimurat Zoloev | D    |      |      |      |      |      |      |      | 70   | 75   |      |
| Artem Klimenko     | G    |      |      | 80   |      | 90   | 100  |      |      |      |      |
| Artem Klimenko     | D    |      |      | 80   |      | 90   | 100  |      |      |      |      |
| Jan Germanus       | G    |      |      | 90   |      | 100  |      |      |      | 90   |      |
| Jan Germanus       | D    |      |      | 90   |      |      |      |      |      |      |      |
| Alexey Voevoda     | G    |      |      |      |      | 110  |      |      |      |      |      |
| Alexey Voevoda     | D    | 110  |      |      |      | 110  |      |      |      |      |      |
| Andrey Puskar      | G    |      |      |      |      |      |      |      |      | +110 | +110 |
| Andrey Puskar      | D    |      |      |      |      |      |      | 110  | +110 | +110 | +110 |

Trois Français ont réussi à atteindre le top 10 en 2019, Allan Barberis 9e bras droit en -110 kg, Bastien Cervelli 10e bras gauche dans la même catégorie et Mélissa Isnard qui s'est classée 3e dans la catégorie sub-junior.
|                     |          | 2010          | 2011                   | 2012                   | 2013                   | 2014                  | 2015                  | 2016                  | 2017                   | 2018                   | 2019 |
| ------------------- | -------- | ------------- | ---------------------- | ---------------------- | ---------------------- | --------------------- | --------------------- | --------------------- | ---------------------- | ---------------------- | ---- |
| Georgi Gaydardjiev  | Bulgarie |               | gauche & droite (55)   | gauche (60)            | gauche (60)            |                       |                       |                       |                        |                        |      |
| Oleg Zhokh          | Ukraine  |               | gauche (65)            | gauche (70)            | gauche (75)            | gauche (80)           | gauche (80)           |                       | gauche (85)            | gauche (85)            |      |
| Khadzimurat Zoloev  | Russie   | droite (75)   | droite (80)            | droite (80)            | droite (80)            |                       | droite (80)           |                       | droite (85)            | droite (85)            |      |
| Andreev Sasho       | Bulgarie |               |                        |                        |                        | gauche (75)           | gauche & droite (75)  | gauche & droite (85)  | gauche & droite (90)   | gauche & droite (90)   |      |
| Rustam Babaiev      | Ukraine  | droite (85)   | gauche & droite (85)   | gauche & droite (85)   | gauche (85)            |                       |                       |                       |                        |                        |      |
| Ievgenii Prudnyk    | Ukraine  |               |                        |                        |                        | droite (85)           | gauche & droite (90)  |                       |                        |                        |      |
| Genadi Kvikvinia    | Géorgie  |               | gauche & droite (110)  | gauche & droite (110)  | gauche & droite (110)  |                       |                       |                       |                        |                        |      |
| Andrey Pushkar      | Ukraine  | gauche (+110) | gauche & droite (+110) | gauche & droite (+110) | gauche & droite (+110) |                       |                       |                       |                        |                        |      |
| Krasimir Kostadinov | Bulgarie | droite (100)  | droite (100)           | droite (100)           | gauche & droite (100)  | gauche & droite (100) | droite (110)          | gauche (110)          |                        |                        |      |
| Levan Saginashvili  |          |               |                        |                        |                        |                       | droite (+110)         | gauche (+110)         | gauche & droite (+110) | gauche & droite (+110) |      |
| Vitaly Laletin      |          |               |                        |                        |                        |                       | gauche & droite (100) | gauche & droite (100) | gauche & droite (110)  | gauche (100)           |      |

Les français ayant obtenus les meilleures places aux championnats d'Europe sont et Jozsef Loveï et Aymeric Pradines.
2015:
- Jozsef Loveï: 2e en master -80 kg bras gauche
- Aymeric Pradines: 4e en senior -100 kg  bras gauche [5].

2016
Jozsef Loveï: 1er en master -80kg bras gauche, 3e bras droit